# Elegie
Elegie (z řeckého ελεγεια), žalozpěv, je básnická či hudební skladba zádumčivého, smutného až truchlivého rázu, proto často bývá použita jako hudební nekrolog. Původně však elegie označovala politické básnictví.

## Příklady
Příkladem tohoto typu skladby mohou být Ovidiovy Žalozpěvy, „Elegie na smrt dcery Olgy“ pro sólový tenor, smíšený sbor a klavír Leoše Janáčka či Sukova „Elegie pro klavír, housle a violoncello“, zkomponovaná pod dojmem temné atmosféry Zeyerovy historizující básně Vyšehrad. Druhým příkladem může být báseň Tyrolské elegie od českého spivatele K. H. Borovského. Žalozpěvy (neboli lamentace) se vyskytují také v biblické literatuře, konkrétně v Knize Jeremjáš a Pláč, nebo v Knize Mormonově v 6. kapitole knihy Mormon.